# Receptor X retinoide beta
El receptor X retinoide beta (RXRB), también conocido como NR2B2 (de sus siglas en inglés "nuclear receptor subfamily 2, group B, member 2"), es un receptor nuclear codificado, en humanos, por el gen rxrB.
La proteína RXRB pertenece a la familia de receptores X retinoides (RXR) dentro de los receptores nucleares que actúan como intermediarios de los efectos biológicos de los retinoides en la activación del gen que codifica las proteínas implicadas en la síntesis de ácido retinoico. 
Estos receptores forman homodímeros con el receptor de ácido retinoico, con el receptor de hormona tiroidea y con el receptor de calcitriol, incrementando así tanto la unión al ADN como la actividad transcripcional de los correspondientes elementos de respuesta. El gen rxrB se localiza dentro de la región que codifica el complejo mayor de histocompatibilidad (MHC) de clase II, en el cromosoma 6. Se ha descrito la existencia de una variante que se genera por splicing alternativo, pero aún no se ha podido determinar el tamaño de la secuencia de dicha variante.